# 비슈바카르마
비슈바카르마 또는 비슈바카르만(산스크리트어: विश्वकर्मा)은 힌두교에서 신성한 건축가이자 장인의 신이다. 초기 텍스트에서 장인 신은 트바스타로 알려졌고 "비슈바카르마"라는 단어는 원래 강력한 신의 별칭으로 사용되었다. 그러나 이후의 많은 전통에서 비슈바카르마는 장인의 신의 이름이 되었다.
비슈바카르마는 인드라의 바즈라를 포함하여 천신의 모든 전차와 무기를 제작했다. 비슈바카르마는 그의 딸 삼지나를 통해 태양신 수리야와 접점을 맺었다. 전설에 따르면 삼지나가 수리야의 태양열로 인해 집을 떠났을 때 비슈바카르마는 태양열을 줄이고 그것을 사용하여 다양한 다른 무기를 만들었다. 비슈바카르마는 또한 랑카, 드바라카 및 인드라프라스타와 같은 다양한 도시를 건설했다. 서사시 라마야나에 따르면 바나라(숲속 인간 또는 원숭이) 날라는 비슈누의 아바타라인 라마를 돕기 위해 만들어진 비슈바카르마의 아들이었다.

## 문학과 전설
비슈바카르만이라는 용어는 원래 최고신에 대한 별칭으로 사용되었으며 인드라와 수리야의 속성으로 사용되었다. 비슈바카르만이라는 이름은 리그베다의 10번째 책에 다섯 번 나온다. 리그베다의 두 찬송가는 비슈바카르만을 모든 것을 보는 존재로 식별하며 모든면에 눈, 얼굴, 팔, 발이 있고 날개도 있다. 네 얼굴과 네 팔을 가진 창조의 신 브라흐마는 이런 면에서 그를 닮았다. 그는 모든 번영의 원천으로 표현되며, 생각이 빠르고 선견자, 사제, 연설의 제왕이라는 칭호를 가지고 있다.

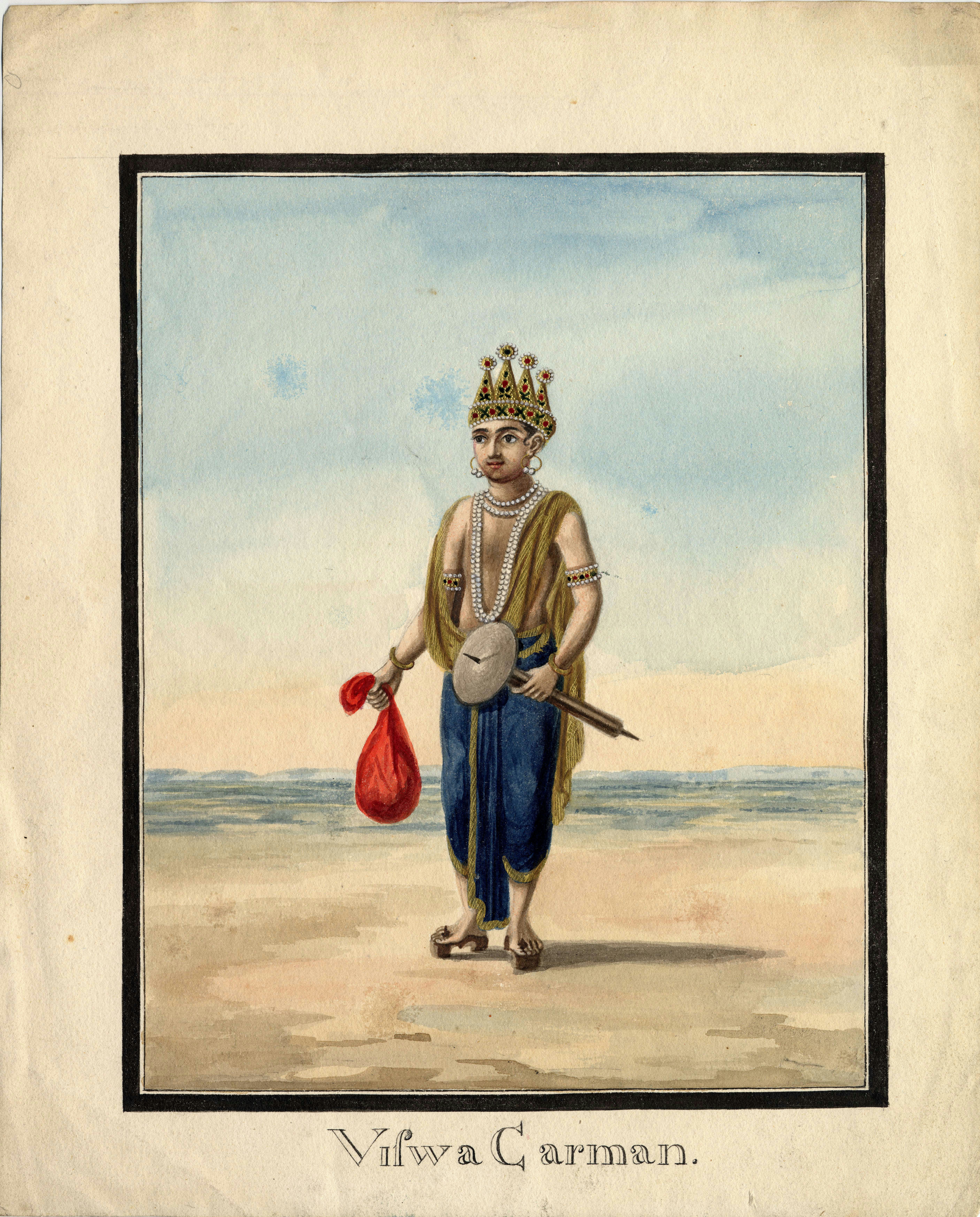
비슈바카르만

리그베다의 일부 부분에 따르면 비슈바카르마는 궁극적인 현실의 의인화, 이 우주의 살아있는 존재와 무생물인 신에게 내재된 추상적인 창조력이었다. 그는 다섯 번째 일신론적 신 개념으로 간주된다. 그는 시간이 도래하기 전부터 우주의 건축가이자 신성한 제작자이다.
리그베다의 후반부에서는 우주의 기원에 관한 신비에 대한 만족스러운 답을 찾으려는 노력을 보여준다. 리그베다의 이 부분에 있는 창조 찬가는 신들과 그들의 우두머리(인드라, 바루나, 아그니 등) 세상을 창조한다.
브라만교에서 신의 건축자 비슈바카르만의 역할은 트바스타에 귀속된다. 베다의 비슈바카르만은 트바슈타가 아닌 프라자파티와 동일시된다. 후기 신화에서 비슈바카르만은 때때로 트바스타와 동일시되며 장인의 신으로 여겨진다.

## 도상학
비슈바카르마의 도상학은 지역마다 크게 다르지만 모든 사람이 창작 도구를 가지고 있는 그를 묘사한다. 가장 인기 있는 묘사에서 그는 네 개의 팔을 가진 나이 든 현명한 남자로 묘사된다. 그는 흰 수염을 가지고 있고 그의 바하나인 함사(거위 또는 백조)를 동반한다. 학자들은 이것이 창조신 브라흐마와의 연관성을 암시한다고 믿는다. 보통 그는 왕좌에 앉아 있고 그의 아들들은 그 옆에 서 있다. 이 형태의 비슈바카르마는 주로 서인도 및 북서인도 지역에서 발견된다.
위의 설명과 달리 동인도의 비슈바카르마 신상은 그를 젊은 근육질 남성으로 묘사한다. 그는 검은 콧수염을 가지고 있으며 아들을 동반하지 않는다. 코끼리는 그의 바하나이며 인드라 또는 브리하스파티와의 연관성을 암시한다.

## 가족
그는 종종 브라흐마의 아들로 언급되지만 수많은 다른 텍스트에서는 이와 다르게 묘사된다. 니쿠르타와 브라마나에서 그는 브후바나의 아들로 언급된다. 마하바라타와 하리반샤에서 그는 바수 프라바사와 요가싯다의 아들로 언급되는 반면, 푸라나에서 그는 바스투의 아들로 언급된다. 비슈바카르마는 바리쉬마티, 삼지나 및 치트란가다 세 딸의 아버지이다. 다른 텍스트에서 비슈바카르마는 그리타쉬의 남편으로 제시된다. 트바스타와 동일시될 때의 비슈바카르마는 또한 비슈바루파라는 아들의 아버지로 묘사된다.

## 비슈바카르마 푸자

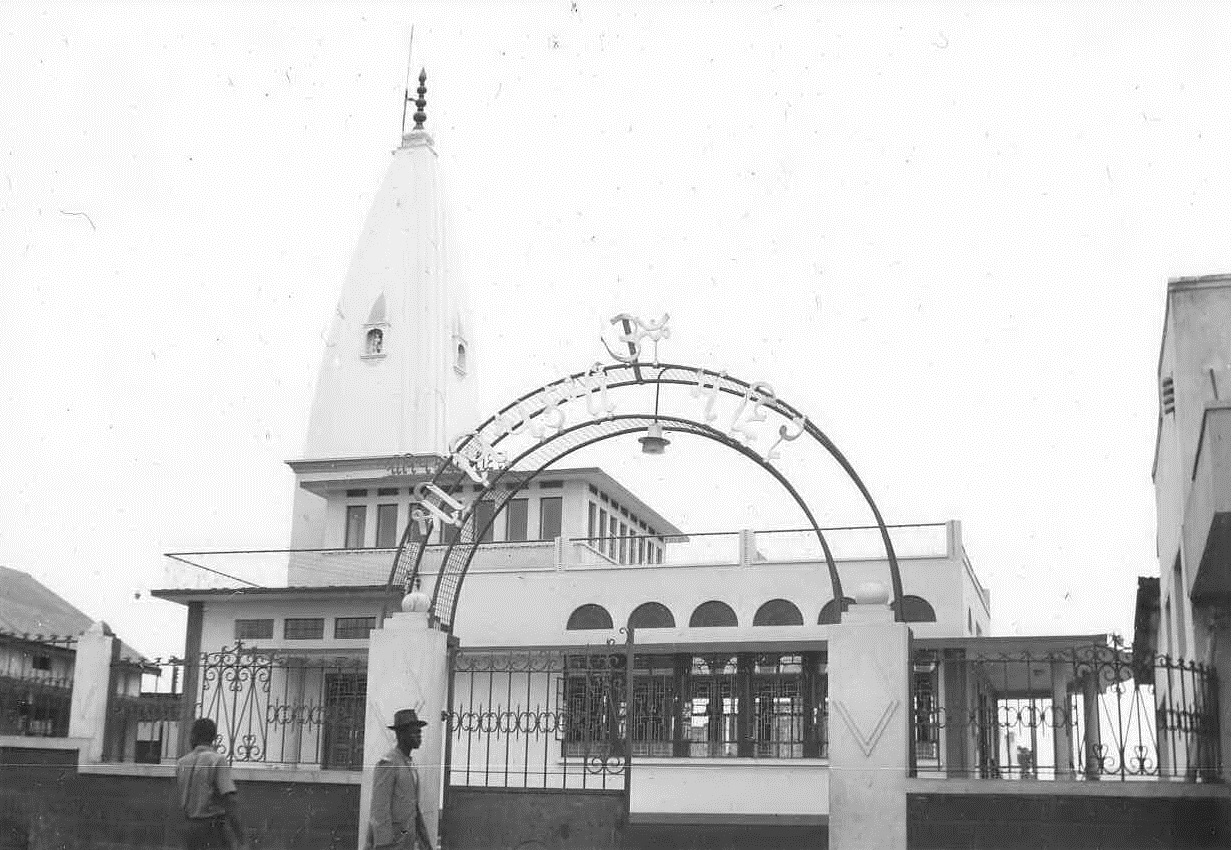
우간다 진자 비슈바카르마 사원

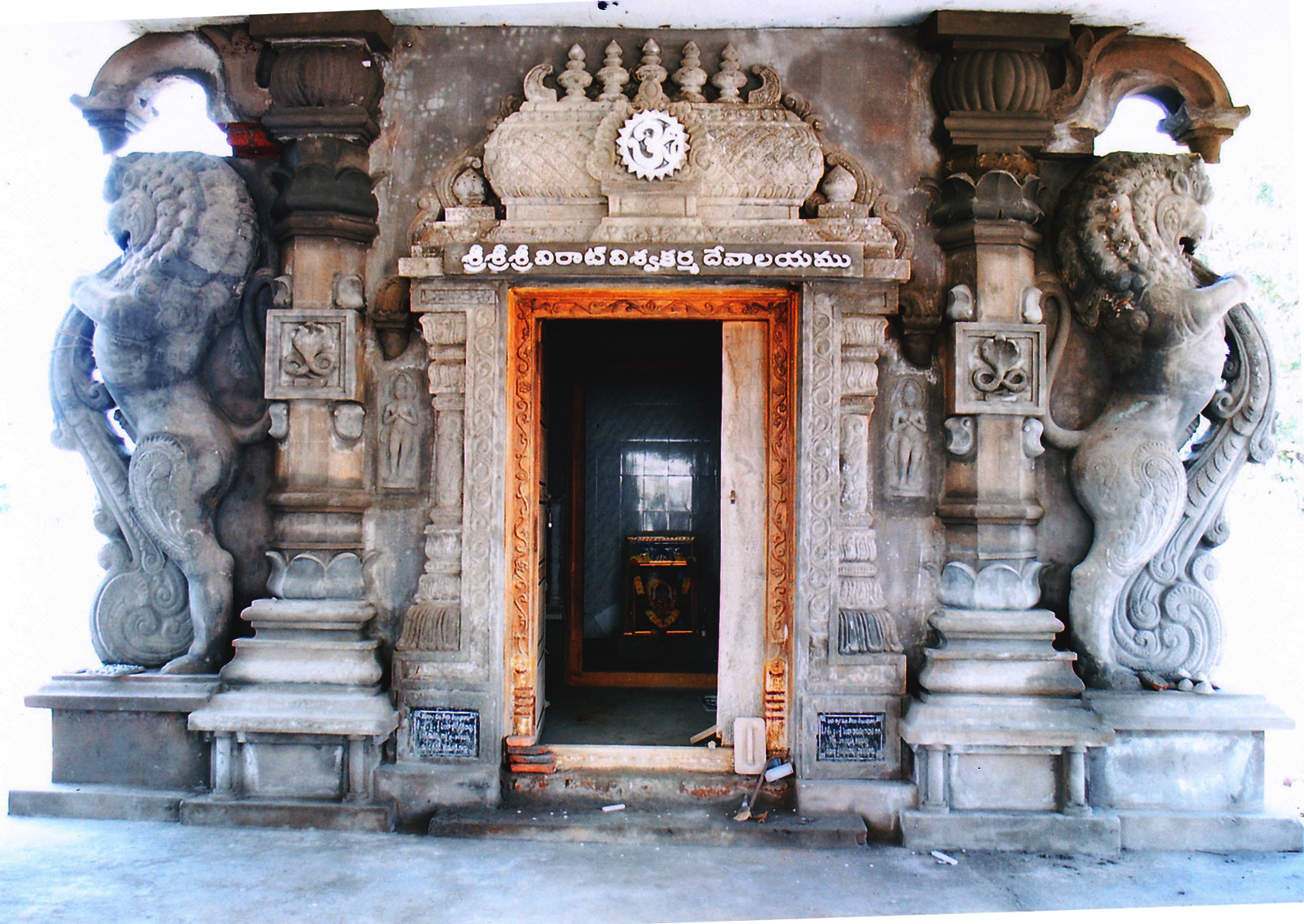
안드라프라데시주 마칠리파트남의 비슈바카르마 사원

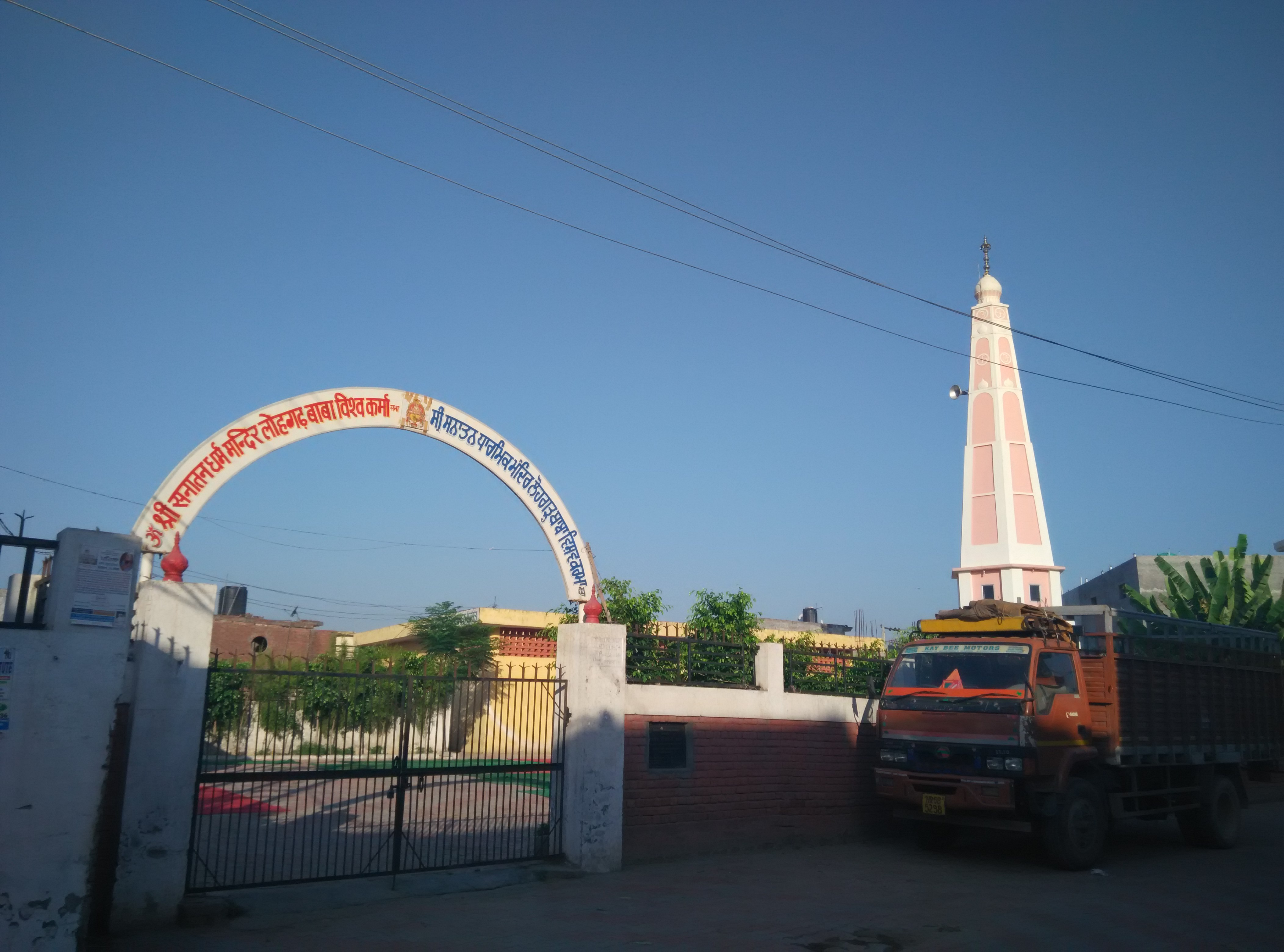
찬디가르 인근의 비슈바카르마 사원

비슈바카르마의 생일을 축하하는 사람들 중 이틀에 걸쳐 다른 이름으로 축하한다.
- 비슈바카르마 푸자 : 매년 9월 17/18일에 인도에서 항상 기념되었다.[15]
- 리쉬 판차미 디남 : 문자 그대로 '다섯 리쉬의 결속의 날'을 의미하는 이 날을 축하하는 사람들은 비슈바카르마가 인간과 같은 생일을 가지지 않고 그의 다섯 자녀(아마도 다섯 명의 리시 )가 함께 모여 그들의 연대를 선언하고 저명한 아버지에게 기도하는 기념일만 가졌다고 믿는다. 이 날은 힌두력의 규칙을 따르며 매년 변경된다. 비슈바카르마 공동체의 다섯 그룹도 현재 그들의 수호신을 기념하는 상서로운 날로 축하한다.[16]

## 서지
- Achary, Subramanian Matathinkal (1995): Visvakarmajar Rigvedathil, Sawraj Printing and Publishing Company, Aluva.
- Coomaraswamy, Ananda K. Ananda Coomaraswamy (1979): Medieval Sinhalese Art, Pantheon Books Inc., New York.
- Monier-Williams (1899):
- Pattanaik, Devdutt Devdutt Pattanaik (2009): 7 Secrets from Hindu Calendar Art. Westland, India. ISBN 978-81-89975-67-8.
- Padhi, Bibhu & Padhi, Minakshi Bibhu Padhi (1998): Indian Philosophy and Religion: A Reader's Guide (3rd ed.). D.K. Printworld. ISBN 978-8-12460-116-7ISBN 978-8-12460-116-7.
- Borad, Siddharth & Om, Dr. Jayshree (2020): The Ancient Science of Vastu. BlueRose. ISBN 978-93-90030-07-1ISBN 978-93-90030-07-1.

## 추가 자료
- Dr G Gnanananda, "Vishvakarma Darshana-Vishawakarma Volume-1 (2008), "Sanskriti Sahithya Pratisthana, Bangalore Publications"
- Dr G Gnanananda, "Vishvakarma Darshana-Hiranyagarbha Volume-2 (2009), "Sanskriti Sahithya Pratisthana, Bangalore Publications"
- Dr G Gnanananda, "Vishvakarma Darshana-Rhubugalu Volume-3 (2010), "Sanskriti Sahithya Pratisthana, Bangalore Publications"
- Raina, M. K. (1999). 〈The Divine Creativity: The Mythical Paradigm and Lord Visvakarma〉.   Stein, M. I. 《Creativity's Global Correspondents – 1999》 (PDF). Florida: Winslow Press. 75–82쪽. 2007년 2월 26일에 원본 문서 (PDF)에서 보존된 문서.